# جينان رادديتش
جينان رادديتش (2 أغسطس 1983 في الجبل الأسود – )؛ هو لاعب كرة قدم كان يلعب كمهاجم.

## وصلات خارجية
- جينان رادديتش على موقع الاتحاد الدولي (مؤرشف)  (الإنجليزية)
- جينان رادديتش على موقع رابطة كرة القدم اليابانية للمحترفين (اليابانية)
- جينان رادديتش على موقع دوري كوريا الجنوبية (الإنجليزية)
- جينان رادديتش على موقع قاعدة بيانات كرة القدم.إي يو (الإنجليزية)
- جينان رادديتش على موقع Soccerway.com (الإنجليزية)
- جينان رادديتش على موقع عالم كرة القدم.نت (الإنجليزية)